# Polymoon
Polymoon is een onafhankelijk Nederlands platenlabel, opgericht door producer Wouter Budé en marketeer en oud-LPG-bandlid Christiaan Nijburg. Polymoon werkt samen met de in-house studio Moon Music Studios en biedt marketing- en labeldiensten aan. Bij het bedrijf ligt de focus op creatieve concepten en digitale campagnes.

## Geschiedenis
Polymoon werd in 2022 opgericht door Wouter Budé en Christiaan Nijburg na gesprekken over hun gedeelde visie op de muziekindustrie. Het label vond zijn oorsprong in het 27 Tapes-sessieplatform, waar Budé en Nijburg ontdekten dat hun vaardigheden elkaar goed aanvulden. Budé, met zijn ervaring in muziekproductie en de Moon Music Studio in Maasbracht, en Nijburg, voorheen werkzaam bij PIAS en V2 met een uitgebreid netwerk en expertise in muziekmarketing, zagen ze mogelijkheden om samen artiesten beter te ondersteunen. Zoals beschreven in een interview met Pop in Limburg: "De muziekwereld is heel erg gedemocratiseerd. Je kunt toegepaste marketing inzetten om dingen in de markt zetten. Christiaan heeft een groot netwerk, terwijl ik heel erg bezig ben met de contentkant. Als je die twee werelden bij elkaar zet, valt er veel te realiseren," Aldus Wouter Budé. Voor de digitale distributie van hun muziek werkt Polymoon samen met FUGA. Voor de fysieke distributie van Polymoon en de digitale distributie van Télès Music werken ze samen met PIAS. Télès Music is opgericht in 2022 als onderdeel van Polymoon, het sub-label focust zich voornamelijk op hedendaagse muziek. Het artiestenrooster bestaat onder andere uit Annelie, Challem, Guy van Nueten, Erik Verwey, Javier Escudero en Ruben Gerards.

## Artiesten
- A. Johanson
- Brent Beukelaer
- Galine
- Gregory Ackerman
- Gildor
- MADOUX
- Moonloops
- Noa Lee
- Renata Louisa
- Rosa Butsi
- Slow Pilot
- Subterranean Street Society
- The Feather
- Tayyib Ali
- Theo Bleak
- Vic Willems

## Releases

### Albums
- Tayyib Ali - Indigenous (2023) [1]
- Gildor - Silent River (2023) [5]
- Noa Lee - Airship (2023) [6]
- Rosa Butsi - Fruitful Days (2023) [7]
- Moonloops - Little Astronaut, Big Dreams (2024) [8]
- Challem - The Road (2024) [9]
- Subterranean Street Society - Bleep (2024)
- Brent Beukelaer - Ramen Als Ogen (2024) [10]
- A.Johanson - A Soundtrack to a Never-Ending Story (2024) [11]
- Gildor - Long Way Round (2024) [12]
- Slow Pilot - Falling Of The Earth (2024) [13]
- Renata Louisa - Mother (2024) [14]
- Gildor - All Under Heaven (2025) [15]
- Galine - Alpha (2025) [16]
- Mitsoobishy Jacson - Boys Together Outrageously (25th Anniversary Edition)
- Vic Willems - Meester van Niks (2025) [17]
- SJ Hoffman - Redeeming Grace (2025) [18]